# Johnny Höglin

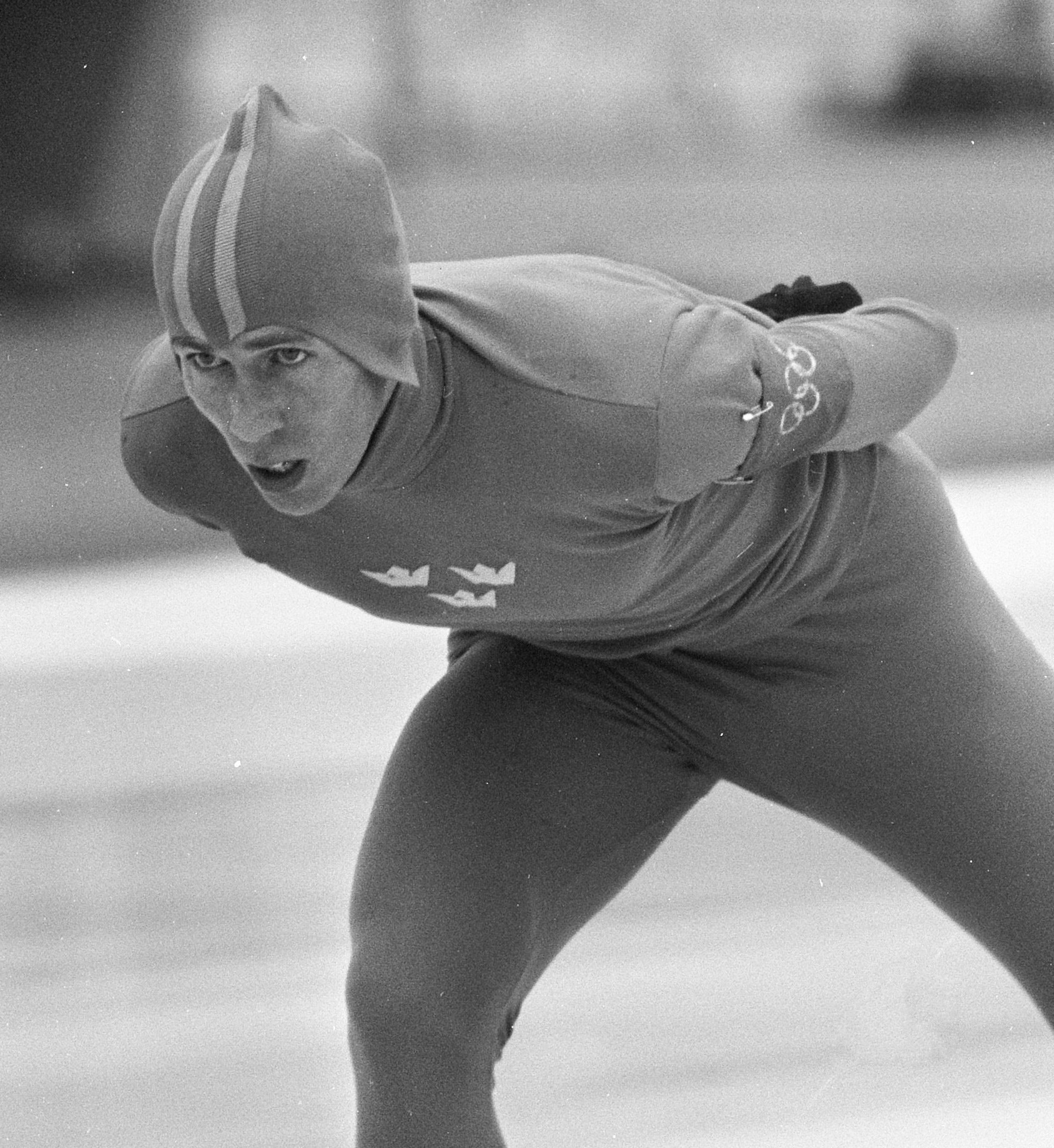
Johnny Höglin, 1968

Hans Johnny Höglin (* 26. Februar 1943 in Nykroppa, Gemeinde Filipstad) ist ein ehemaliger schwedischer Eisschnellläufer.
Bei den Olympischen Winterspielen 1968 in Grenoble gewann Höglin überraschend die Goldmedaille über 10.000 m. Nach diesem Erfolg konnte er sich weder bei den Olympischen Winterspielen 1972 in Sapporo noch bei Welt- und Europameisterschaften auf einem Medaillenrang platzieren.